# Interamerička opservatorija Sero-Tololo
Interamerička opservatorija Sero-Tololo (CTIO) astronomska je opservatorija locirana na Sero Tololu u Kokimbo regionu severnog Čilea, sa dodatnim objektima koji se nalaze na mestu Sero Pačon oko 10 km (6,2 mi) jugoistočno. Opservatorija se nalazi u regiji Kokuimbo i približno 80 km (50 mi) istočno od Serene, gde se nalaze pomoćni objekti. Ovo mesto je identifikovao tim naučnika iz Čilea i Sjedinjenih Država 1959. godine, a odabrano je 1962. Izgradnja je započela 1963. godine, a redovna astronomska posmatranja započela su 1965. Izgradnja velikih zgrada na Sero Tololu okončana je završetkom teleskopa Viktor Blanko 1974. godine, ali su od tada izgrađeni manji objekti. Sero Pačon je još uvek u fazi izgradnje, sa dva velika teleskopa otvorena od 2000. godine, a jedan u ranoj fazi izgradnje.
Glavni teleskopi u CTIO su teleskop Viktor M. Blanko od 4 m, nazvan po portorikanskom astronomu Viktor Manuelu Blanku, i teleskop Južna astrofizička istraživanja (SOAR) od 4,1 m, koji se nalazi na mestu Sero Pačon. Ostali teleskopi na Sero Tololu uključuju teleskope od 1,5 m, 1,3 m, 1,0 m i 0,9 m, kojima upravlja konzorcijum SMARTS. CTIO takođe ugošćuje druge istraživačke projekte, kao što su PROMPT, VHAM i LCOGTN, pružajući platformu za pristup južnoj hemisferi za američka i svetska naučna istraživanja.

## Organizacija
CTIO je jedna od dve opservatorije kojima upravlja Nacionalna opservatorija za optičku astronomiju (engl. National Optical Astronomy Observatory, NOAO), a druga je Nacionalna opservatorija Kit Pik (engl. Kitt Peak National Observatory, KPNO) u blizini Tusona u Arizoni. NOAO opservatorijom upravlja Asocijacija univerziteta za astronomska istraživanja (engl. Association of Universities for Research in Astronomy, AURA), koja poseduje imanje oko ta dva vrha u Čileu i čije je sedište u Sereni u Čileu. AURA takođe upravlja Naučnim institutom za svemirske teleskope i Opservatorijom Blizanci. Južnim teleskopom Džemini od 8,1 m (320 in) koji se nalazi na Sero Pačonu upravlja AURA odvojeno od CTIO-a za međunarodni konzorcijum. Nacionalna naučna fondacija (engl. National Science Foundation, NSF) je agencija koja finansira NOAO.
Mali i srednji istraživački teleskopski sistem (SMARTS) konzorcijum je formiran 2001. godine nakon što je NOAO objavio da više neće podržavati instalacije manje od dva metra u okviru CTIO. Institucije članice SMARTS-a sada finansiraju i upravljaju vremenom posmatranja na četiri teleskopa koji odgovaraju toj definiciji. Pristup su zakupili i individualni naučnici. SMARTS ima ugovore sa NOAO o održavanju teleskopa kojima upravlja u CTIO, a NOAO zadržava pravo na 25% vremena posmatranja, dok čileanski naučnici zadržavaju 10%. SMARTS je počeo da upravlja teleskopima 2003.
CTIOPI je paralaksno istraživanje Interterameričke opservatorije Sero Tololo. Ono je započeto 1999. godine i koristi dva teleskopa u Sero Tololu, reflektor SMARTS 1,5 m i SMARTS 0,9 m. Svrha CTIOPI-a je otkrivanje obližnjih crvenih, belih i smeđih patuljaka koji su neidentifikovani u solarnom susedstvu. Cilj je da se otkrije 300 novih južnih zvezdanih sistema unutar 25 parseka određivanjem trigonometrijskih paralaksa sa tačnošću do 3 mili ugaone sekunde.

## Teleskopi
- Teleskop Viktor M. Blanko (Blanko 4 m) 4,0 m (158 in) završen je 1974. godine i veoma je sličan teleskopu Nikolas U. Majal koji je završen u KPNO-u 1973. godine.[15] Ispitivanje teleskopa i instrumenata trajalo je do početka 1976. godine, kada su počele naučne operacije.[16] Blanko 4m je jedini teleskop na Sero Tololu kojim se direktno upravlja NOAO.[4]30° 10′ 10.78″ S 70° 48′ 23.49″ W / 30.1696611° Ј; 70.8065250° З
- Južni teleskop za astrofizička istraživanja (engl. Southern Astrophysical Research Telescope, SOAR) od 4,1 m (161 in) je optički i blisko-infracrveni teleskop smešten na mestu Sero Pačon. Posvećen je 2004. godine, a njime upravlja NOAO za međunarodni konzorcijum, čiji partner je NOAO.[4][17] 30° 14′ 16.41″ S 70° 44′ 01.11″ W / 30.2378917° Ј; 70.7336417° З

### SMARTS teleskopi
- SMARTS teleskop od 1,5 m (59 in)) je kasegrejnski reflektor na ekvatorijalnom nosaču. Redovna posmatranja su počela 1968. godine.[18]30° 10′ 09.42″ S 70° 48′ 24.44″ W / 30.1692833° Ј; 70.8067889° З
- SMARTS teleskop od 1,3 m (51 in) je kasegrejnski reflektor na ekvatorijalnom nosaču. Izgradila ga je M3 inženjerska i tehnološka korporacija i koristila ga je za 2-mikronski svenebeski pregled (2MASS). Počeo je da radi 1998. godine i predat je CTIO 2001. nakon što je istraživanje završeno.[19]30° 10′ 02.81″ S 70° 48′ 17.92″ W / 30.1674472° Ј; 70.8049778° З
- SMARTS jejlski teleskop od 1,0 m (39 in) je kasegrejnski reflektor zatvorene cevi koji su napravili Boler i Čivens. Prvi put je postavljen 1965. godine u posmatračkoj stanici Betani opservatorije Univerziteta Jejl.[20] Premešten je u CTIO 1974. godine.[21] Od 1998. do 2002. koristio ga je konzorcijum Univerzitet Jejl – AURA – Univerzitet u Lisabonu – Državni univerzitet Ohajo (YALO) sa senzorom po porudžbini. Godine 2004, integrisan je u SMARTS.[13]30° 10′ 07.92″ S 70° 48′ 21.83″ W / 30.1688667° Ј; 70.8060639° З
- SMARTS teleskop od 0,9 m (35 in) je kasegrejnski reflektor zatvorene cevi. Instaliran je u CTIO u 1966.[22]30° 10′ 07.90″ S 70° 48′ 23.86″ W / 30.1688611° Ј; 70.8066278° З

## Literatura
- Discover Magazine article about Kitt Peak, May 2005
- Kitt Peak docent training book, 2008 Архивирано јун 8, 2011 на сајту
- Perlmutter, S.; Aldering, G.; Goldhaber, G.; Knop, R. A.; Nugent, P.; Castro, P. G.; Deustua, S.; Fabbro, S.; Goobar, A.; Groom, D. E.; Hook, I. M.; Kim, A. G.; Kim, M. Y.; Lee, J. C.; Nunes, N. J.; Pain, R.; Pennypacker, C. R.; Quimby, R.; Lidman, C.; Ellis, R. S.; Irwin, M.; McMahon, R. G.; Ruiz‐Lapuente, P.; Walton, N.; Schaefer, B.; Boyle, B. J.; Filippenko, A. V.; Matheson, T.; Fruchter, A. S.;  . (1999). „Measurements of Ω and Λ from 42 High‐Redshift Supernovae”. The Astrophysical Journal. 517 (2): 565—586. Bibcode:1999ApJ...517..565P. S2CID 118910636. arXiv:astro-ph/9812133 . doi:10.1086/307221.
- Riess, Adam G.; Filippenko, Alexei V.; Challis, Peter; Clocchiatti, Alejandro; Diercks, Alan; Garnavich, Peter M.; Gilliland, Ron L.; Hogan, Craig J.; Jha, Saurabh; Kirshner, Robert P.; Leibundgut, B.; Phillips, M. M.; Reiss, David; Schmidt, Brian P.; Schommer, Robert A.; Smith, R. Chris; Spyromilio, J.; Stubbs, Christopher; Suntzeff, Nicholas B.; Tonry, John (1998). „Observational Evidence from Supernovae for an Accelerating Universe and a Cosmological Constant”. The Astronomical Journal. 116 (3): 1009—1038. Bibcode:1998AJ....116.1009R. S2CID 15640044. arXiv:astro-ph/9805201 . doi:10.1086/300499.
- Clery, Daniel (2019-10-31). „U.S. telescopes get a new overseer”. Science (на језику: енглески). Приступљено 2019-11-18.
- „Arizona Wildfire Destroys Observatory Buildings”. New York Times. 20. 6. 2022. Приступљено 20. 6. 2022.
- „Contreras Fire Reaches Kitt Peak National Observatory”. NOIRLab. 17. 6. 2022. Приступљено 18. 6. 2022.